# Apártate de mí, Satanás

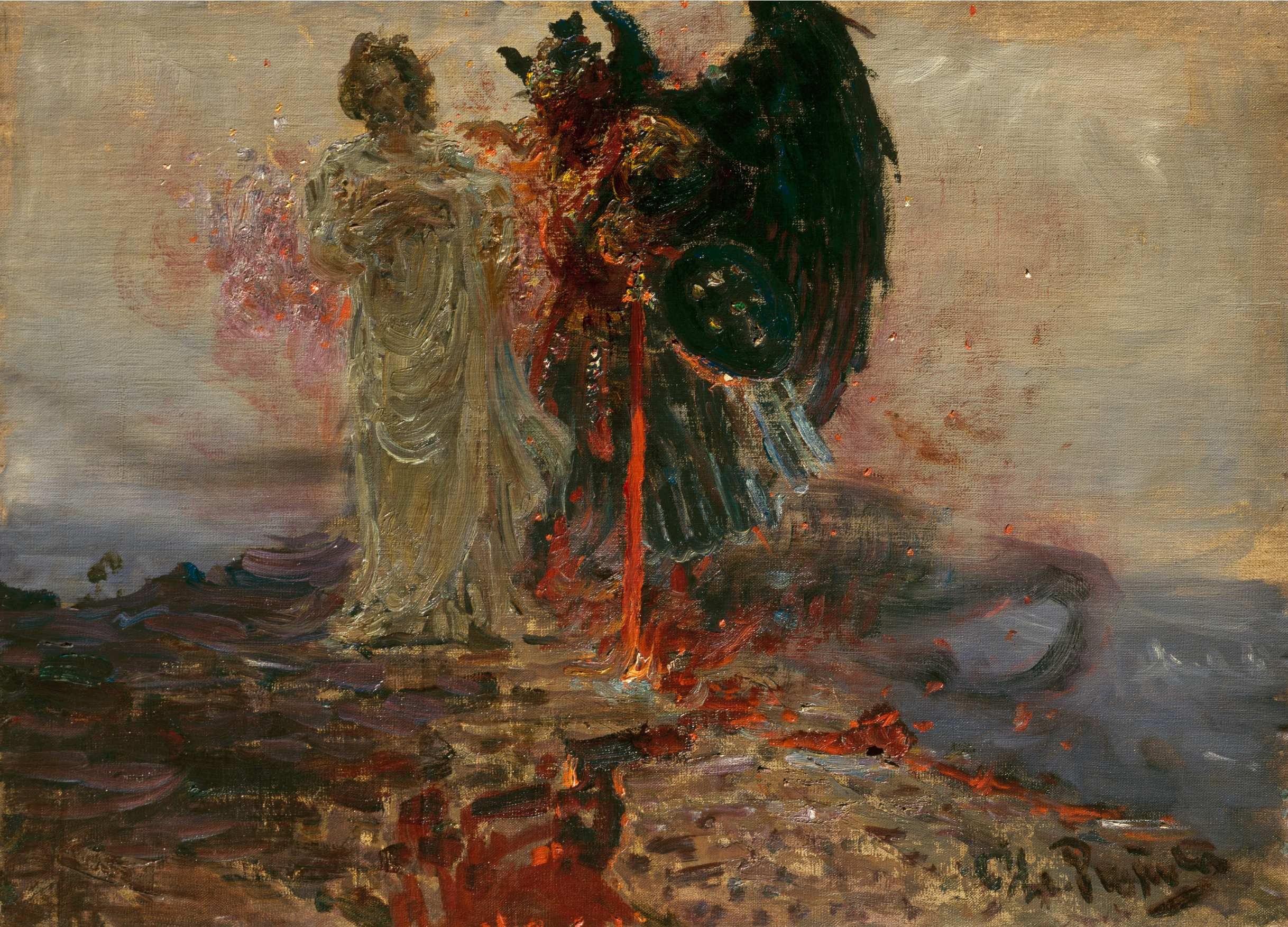
Apártate de mí, Satanás (1895) de Iliá Repin, Museo Ruso de San Petersburgo

Apártate de mí, Satanás es una frase de Jesús de Nazaret dirigida al apóstol Simón Pedro, narrada los evangelios de Marcos (Mc. 8:33) y Mateo (Mt. 16:23). Simón Pedro, tras reconocer a Jesús como hijo de Dios (en el episodio conocido como la Confesión de Pedro) le pide también que evite su tormento y muerte, lo que provoca la airada reacción de Jesús y su frase de Apártate de mí, Satanás, que las biblias en castellano han traducido de diferentes maneras. A menudo se cita la frase también su versión latina Vade retro satana.
En el episodio de la Tentaciones de Jesús en el desierto (Mt. 4 y Lc. 4) Jesús rechaza con la misma frase al demonio (denominado, respectivamente, como tentador -en griego: ὁ πειραζῶν, ho peirazōn- o diablo -ὁ διάβολος, ho diabolos-).